# Victor Adolf von Riecke
Victor Adolf Riecke, ab 1856 von Riecke, (häufig auch Adolf Riecke; * 7. Juli 1805 in Stuttgart; † 1. Dezember 1857 ebenda) war ein württembergischer Mediziner.

## Leben
Riecke war der Sohn des Stuttgarter Stadt- und Amtsphysicus und Medizinprofessors Johann Ludwig Victor von Riecke und ist Spross der württembergischen Familie Riecke. Riecke studierte an der Universität Tübingen Medizin und wurde dort 1827 mit der Dissertation Beiträge zur geburtshülf. Topographie von Württemberg zum Dr. med. promoviert. Er ließ sich 1828 als praktischer Arzt in Stuttgart nieder. 1840 erfolgte seine Ernennung zum ordentlichen Mitglied des Statistisch-Topographischen Bureaus des Königreichs Württemberg, an dessen Veröffentlichungen er anschließend mitwirkte, so an den Württembergischen Jahrbüchern, den Oberamtsbeschreibungen sowie der Landesbeschreibung von 1841. Am 30. November 1840 wurde er mit dem akademischen Beinamen Eschenreuter zum Mitglied (Matrikel-Nr. 1484) der Leopoldina gewählt.
Riecke wurde 1844 Obermedizinalassessor, 1846 Medizinalrat, 1850 königlicher Hofarzt, 1853 Obermedizinalrat sowie Hausarzt des Königin-Katharina-Stift. Er wirkte vielseitig als Mitarbeiter an Zeitschriften, Verfasser von medizinischen Sachbüchern und als Arzt. 1856 erhielt er für seine Verdienste das Ritterkreuz des Ordens der Württembergischen Krone. In diesem Zug wurde er nobilitiert.

## Schriften (Auswahl)
- Beiträge zur geburtshülfflichen Topographie von Württemberg. Dissertation unter dem Präsidium von Leop. Sokr. Riecke, Stuttgart 1827 (Digitalisat).
- Mittheilungen über die morgenländische Brechruhr, Stuttgart 1831.
- Die neueren Arzneimittel, ihre physische und chemische Eigenschaft, Hoffmann, Stuttgart 1837 (Digitalisat); Nachträge zur 1. Auflage 1840 (Digitalisat); 2. Auflage 1840 (Digitalisat); 3. Auflage 1842 (Digitalisat).
- Handbuch über die Krankheiten der Haut, Dresden 1839. 2. Auflage 1841 (Digitalisat).
- Einige Bemerkungen über den Zustand der öffentlichen Unterrichtsanstalten für Mediciner in Württemberg, Stuttgart 1840.
- Bas Medicinalwesen des Königreichs Württemberg unter systematischer Zusammenstellung der dasselbe betreffenden Gesetze, Stuttgart 1856.